# محمدرضا رودکی
محمدرضا رودکی (۱۳۶۲ در شیراز) ورزش‌کار رشتهٔ جودو و کشتی کوراش اهل شیراز است. وی برندهٔ سه مدال بازی‌های آسیایی ۲۰۰۶ و ۲۰۱۰ در ۱۰۰+ کیلوگرم و وزن آزاد، نفر پنجم المپیک پکن و قهرمان کوراش جهان در سال ۲۰۰۹ است.

## المپیک ۲۰۰۸ پکن
او در رقابت‌های وزن خود، در دیدار نیمه‌نهایی گروه بازندگان تامرلان تمنوف، نایب‌قهرمان جهان و المپیک از روسیه را با ضربه فنی شکست داد، اما در رده‌بندی مغلوب اسکار بریسون، ورزشکار ۲۲ ساله کوبایی شد و از دست یابی به مدال بازماند. او در راه رسیدن به این مرحله چهار تن از پنج حریفش را ضربه‌فنی کرده بود.